# Czerenin
Czerenin (t. Czeremin, słow. Černiny) – szczyt w granicznym (wododziałowym) paśmie Bieszczadów Zachodnich. Wysokość – 928 m n.p.m. (źródła słowackie podają 929,4 m n.p.m.).
Z północno-wschodnich zboczy Czerenina kilka potoków spływa do Solinki. Południowe zbocza odwadnia Stružnica (dopływ Cirochy), zachodnie – Udava (dopływ Laborca).
W listopadzie 1914 przełęcz pod Czereninem przekroczył generał Ławr Korniłow, który zamiast bronić wyznaczonego odcinka frontu, zaatakował na południu pozycje wojsk austro-węgierskich. Podjęty samowolny atak z zamiarem zdobycia Humennégo zakończył się militarną katastrofą Rosjan.
W latach 1939–1945 na Czereninie zbiegały się granice Słowacji, Węgier i Polski (później Generalnej Guberni). Pamiątką tego są szczątki trójkątnego słupa granicznego D-M-S, leżące do dziś w krzakach pod szczytem obok leśnej drogi w stronę granicy słowackiej. Obecnie przez szczyt przebiega granica polsko-słowacka.
Przez szczyt przebiegają szlaki turystyczne:
- polski  szlak Rzeszów – Grybów na odcinku Balnica – Czerenin – Stryb
- słowacki   Rydoszowa – Czerenin – Stryb.